# Chaetexorista microchaeta
Chaetexorista microchaeta är en tvåvingeart som beskrevs av Chao 1965. Chaetexorista microchaeta ingår i släktet Chaetexorista och familjen parasitflugor. Inga underarter finns listade i Catalogue of Life.